# Ravi Zacharias
Pour les articles homonymes, voir Zacharias.
Frederick Antony Ravi Kumar Zacharias, dit Ravi Zacharias, né le 26 mars 1946 à Madras (Raj britannique) et mort le 19 mai 2020 à Atlanta (Géorgie), est un apologète et un pasteur chrétien  évangélique canadien-américain d’origine indienne. 
Ravi Zacharias est l’auteur de nombreux livres chrétiens. Il a fondé les Ravi Zacharias International Ministries (RZIM). 
Une enquête, à l'initiative de Ravi Zacharias International Ministries,  indique que Ravi Zacharias a utilisé sa réputation en tant qu’apologète chrétien pour abuser de massothérapeutes aux États-Unis et à l'étranger.

## Biographie
Ravi Zacharias est né à Madras (Inde) en 1946, mais il a grandi à Delhi où sa famille s’est installée lorsqu’il était encore très jeune. Issu d’une famille anglicane, il est quant à lui resté athée jusqu’à l’âge de 17 ans lorsqu’il a tenté de se suicider par empoisonnement. Pendant son séjour à l’hôpital, un ami chrétien lui a apporté une Bible et a demandé à sa mère de lui lire le chapitre 14 de l’Évangile de Jean. Ravi Zacharias raconte qu’il a été profondément touché par les paroles de Jean 14:19 : « Parce que je vis, vous vivrez aussi », et que ces paroles ont marqué un tournant décisif dans sa vie. Il dit avoir pensé : « c’est peut-être mon seul espoir : un nouveau mode de vie. La vie véritable, telle que définie par l’Auteur de la vie. » Il a donné sa vie à Christ en priant « Jésus, si tu es celui qui donne la vie véritable, je la veux. Si tu me sors de cette chambre d’hôpital, je remuerai ciel et terre dans ma quête de la vérité. » En 1966, Ravi Zacharias a émigré au Canada avec sa famille où il a obtenu son diplôme de premier cycle à l’Ontario Bible College en 1972 (maintenant Tyndale University College & Seminary) et sa maîtrise en théologie à la Trinity International University de Deerfield (Illinois). En 1990, il a passé deux à trois mois à Ridley Hall à Cambridge (Angleterre) dans le cadre d’une année sabbatique. 
En 1971, Ravi Zacharias a passé l’été au Viet Nam, où il a partagé l’évangile avec les soldats américains ainsi que les prisonniers Viet Cong. Il a obtenu un diplôme de l’Ontario Bible College en 1972. 
En 1976, il a obtenu un master de la Trinity Evangelical Divinity School et a été ordonné par l’Alliance chrétienne et missionnaire en 1980. De 1980 à 1984, il a professeur à l'Alliance Theological Seminary de Nyack, près de New York.

### Ministère
En 1983, Ravi Zacharias a été invité à prêcher à Amsterdam lors de la conférence annuelle des évangélistes de l’association évangélique Billy Graham. C’est lors de cette rencontre qu’il a remarqué certaines lacunes dans le ministère de l’apologétique chrétienne. Zacharias a ensuite passé l’été à évangéliser en Inde, où il percevait un grand besoin du ministère apologétique, à la fois pour amener les gens à Christ et pour équiper les leaders chrétiens dans l’exercice de leur ministère. En août 1984, il a fondé le ministère Ravi Zacharias International Ministries à Toronto (Canada) dans le but de poursuivre son appel d’évangéliste dans les milieux les plus intellectuels et hostiles à l’évangile. Le siège social de RZIM a été déménagé à Atlanta (É-U) et des bureaux se trouvent au Canada, en Inde, à Singapour, au Royaume-Uni, au Moyen-Orient, à Hong Kong, en Roumanie, en Turquie, en Autriche, en Espagne et en Afrique du Sud. 
En 1989, peu après la chute du mur de Berlin, Ravi Zacharias a été invité à prêcher à Moscou. Il s’est adressé entre autres aux étudiants de l’Académie Militaire Lénine ainsi qu’aux dirigeants politiques du Centre de stratégie géopolitique. C’est la première fois qu’il s’est adressé au monde politique. En 1993, il a été invité à Bogota (Colombie) où il a prononcé un discours devant les membres de la magistrature sur l’importance d’avoir un fondement moral solide.
En 1990, il a écrit son premier livre A Shattered Visage: The Real Face of Atheism. En 1993, Zacharias a été invité comme orateur à son premier Forum Veritas, tenu au sein de l’université de Harvard, et il fut, la même année l’un des conférenciers à Urbana.
Il a été l’animateur des émissions radiophoniques Let My People Think et Just Thinking.
Ravi Zacharias est fréquemment invité à ces forums, à la fois comme orateur de conférence et pour répondre aux étudiants lors des sessions de questions-réponses dans des institutions académiques telles que l’université de Georgie, l’université du Michigan, et Penn State. Ravi Zacharias a attiré l’attention des médias lorsqu’en 2004 l’Église de Jésus-Christ des saints des derniers jours l’a invité à prêcher une série de messages au Tabernacle de Salt Lake City. Ravi Zacharias a alors prêché un sermon intitulé « Who Is the Truth? Defending Jesus Christ as The Way, The Truth and The Life » à environ 7000 croyants et intellectuels venant de l’église de Jésus-Christ des Saints des Derniers Jours et de différentes églises évangéliques. Cet événement a contribué à ouvrir le dialogue entre ces deux camps opposés.
Certains évangéliques ont critiqué le fait que Ravi Zacharias n’a pas saisi cette opportunité pour aborder les différences profondes et fondamentales entre la foi chrétienne traditionnelle et l’église de Jésus-Christ des Saints des Derniers Jours. Il a répondu à cette critique en affirmant que les chrétiens ne devraient pas commencer par condamner les différences théologiques des mormons, mais, « avec grâce, construire un pas à la fois en communiquant notre foi avec clarté et conviction ». Selon lui, cette méthode est tout aussi efficace que de démontrer à quelqu’un les erreurs de leur croyance. La série de prédications a failli être annulée en raison d’une déclaration d’un des organisateurs de l’événement Greg Johnson, président de Standing Together, qui a affirmé que Zacharias n’avait pas participé à l’édition du livre The Kingdoms of the Cults et aurait simplement prêté son nom à l’édition la plus récente. Johnson s’est par la suite excusé pour ce commentaire.
Ravi Zacharias a été invité comme conférencier d’honneur lors de conférences évangéliques telle que Future of Truth en 2004, la convention et l’exposition de National Religious Broadcasters en 2005, la conférence National Conference on Christian Apologetics en 2006. En octobre 2007, il s’est adressé sur plusieurs soirées successives aux étudiants et professeurs de l’université Virginia Tech, puis la communauté de Blacksburg (Virginie) sur la thématique du mal et de la souffrance après le massacre de Virginia Tech. Zacharias a été le représentant de la communauté évangélique à l’occasion de la journée nationale de prière à Washington, DC, le déjeuner-prière annuel des Nations unies, le déjeuner-prière de Maputo (Mozambique), et il a été nommé président d’honneur de la National Day of Prayer Task Force en 2008. En novembre 2009, Zacharias a signé une déclaration œcuménique connue sous le nom de Manhattan Declaration qui affirme que le caractère sacré de la vie humaine, la dignité du mariage définie comme l’union entre un homme et une femme, et la liberté de religion sont des principes fondamentaux pour la justice et le bien de tous. En 2014, Zacharias a republié son livre The Lamb and The Fuhrer, qui met en scène une conversation imaginaire entre Adolf Hitler, Jésus-Christ et Dietrich Bonhoeffer dans un roman illustré. Il a également participé aux rassemblements œcuméniques Together 16 en juillet 2016, lors desquels le Pape François a prononcé un discours et décrit cet événement comme un vaillant effort. Zacharias a été interviewé dans le cadre du projet Truth Project de Focus on the Family. En 2016, le candidat à la présidentielle Républicain Marco Rubio a nommé Zacharias sur son comité consultatif pro-vie Dignity of Life.

### Vie privée
En mai 1972, Ravi Zacharias a épousé Margaret Margie Reynolds qu’il avait rencontrée au groupe jeunesse de son église. Ils ont eu trois enfants : Sarah, Naomi et Nathan.

### Affaires sexuelles
Ravi Zacharias International Ministries publie en février 2021 le rapport du cabinet d’avocats Miller & Martin PLLC (Miller & Martin (en)), concernant les inconduites sexuelles de son fondateur Ravi Zacharias. Selon cette enquête, il détenait les contacts de 200 massothérapeutes aux États-Unis et en Asie et des centaines de photographies de femmes, dont certaines nues. Il a utilisé des milliers de dollars issus de son ministère pour payer quatre massothérapeutes et les soutenir avec des allocations financières mensuelles ou un logement. Une femme, après avoir reçu ce soutien, aurait eu des relations sexuelles avec lui. Elle l'accuse de viol. Outre les abus commis dans les spas dont il était propriétaire  à Atlanta, le rapport mentionne cinq autres victimes aux États-Unis,et vraisemblablement d'autres « abus sexuels en Thaïlande, en Inde et en Malaisie »,.

### Mort
Ravi Zacharias est décédé du cancer le 19 mai 2020 à Atlanta (Géorgie).

## Vision du monde
Ravi Zacharias affirme qu’une vision du monde cohérente doit pouvoir répondre de façon satisfaisante à quatre questions : l’origine, le sens de la vie, la moralité et la destinée,. Selon lui, même si toutes les grandes religions revendiquent de façon exclusive la vérité, la foi chrétienne est la seule qui puisse répondre à ces quatre questions. Il parle régulièrement sur la cohérence de la vision du monde chrétienne, affirmant que le christianisme peut répondre aux questions philosophiques les plus ardues. Zacharias croit que l’apologète doit argumenter selon trois niveaux : la théorie, pour construire une logique argumentative ; les arts, pour illustrer ; les discussions autour de la table, pour conclure et appliquer. Le style apologétique de Zacharias se concentre principalement sur les réponses aux questions existentielles, tout en présentant une défense de Dieu.

## Distinctions
Ravi Zacharias a reçu le prix Gold Medallion Book décerné par l’association Evangelical Christian Publishers dans la catégorie « théologie et doctrine » pour le livre L’homme peut-il vivre sans Dieu ?). D’autres livres ont été bestsellers tels que Light in the Shadow of Jihad et The Grand Weaver.
Il a reçu plusieurs doctorats honorifiques.

## Ouvrages
En français :
- Les cris du cœur. (2000)
- L’homme peut-il vivre sans Dieu ? (2005)
- Jésus et Bouddha. (2012)
- Jésus et les autres divinités. (2009)

En anglais :
- A Shattered Visage: The Real Face of Atheism (1994, 2004)
- Can Man Live Without God? (1994, 1996)
- Deliver Us From Evil (1996, 1998)
- Cries of the Heart (1998, 2002)
- The Merchant and the Thief (1999) (Children's)
- The Broken Promise (2000) (Children's)
- Jesus Among Other Gods (2000, 2002)
- Jesus Among Other Gods (Youth Edition) (2000)
- The Lotus and the Cross: Jesus Talks with Buddha (2001)
- Sense and Sensuality: Jesus Talks with Oscar Wilde (2002)
- Light in the Shadow of Jihad: The Struggle For Truth (2002)
- Recapture the Wonder (2003)
- Is Your Church Ready?: Motivating Leaders to Live an Apologetic Life (2003) (Editor, with Norman Geisler)
- Who Made God? And Answers to Over 100 Other Tough Questions of Faith (2003) (General Editor, with Norman Geisler)
- The Kingdom of the Cults (2003) (Editor)
- I, Isaac Take Thee, Rebekah: Moving From Romance to Lasting Love (2004)
- The Prince and the Prophet: Jesus Talks With Mohammed (Copyright 2004, to be released posthumously)
- The Lamb and the Führer: Jesus Talks with Hitler (2005)
- Walking From East to West: God in the Shadows (With R.S.B. Sawyer) (2006)
- The Grand Weaver: How God Shapes Us Through the Events of Our Lives (2007)
- Beyond Opinion: Living the Faith We Defend (2008)
- The End of Reason: A Response to the New Atheists (2008)
- Is There Not a Cause (2008) (National Day of Prayer Feature Book)
- New Birth or Rebirth: Jesus Talks with Krishna (2008)
- There is a Plan (2009) (excerpts from The Grand Weaver)
- Has Christianity Failed You? (2010)
- The Lotus and the Cross: Jesus Talks with Buddha (2010)
- Why Jesus? Rediscovering His Truth in an Age of Mass Marketed Spirituality (2012)
- The Lamb and the Fuhrer--Graphic Novel (2014)
- Why Suffering? Finding Meaning and Comfort When Life Doesn't Make Sense (2014)
- with Vince Vitale, Jesus Among Secular Gods: The Countercultural Claims of Christ (2017)